# Ach wie flüchtig, ach wie nichtig, BWV 26

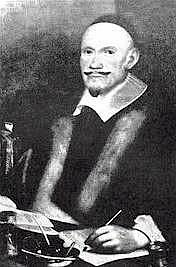
Johann Crüger, autor de la melodía del himno.

Ach wie flüchtig, ach wie nichtig, BWV 26 (Ah, cuán fugaz y cuán efímera) es una cantata de iglesia escrita por Johann Sebastian Bach en Leipzig para el vigésimo cuarto domingo después de la Trinidad y fue estrenada el 19 de noviembre de 1724. Está basada en el himno escrito por Michael Franck en 1652.

## Historia
Bach compuso esta obra durante su segundo año como Thomaskantor en Leipzig para el vigésimo cuarto domingo después de la Trinidad. Ese año Bach compuso un ciclo de cantatas corales, que empezó el primer domingo después de la Trinidad de 1724. La cantata fue interpretada por primera vez el 19 de noviembre de 1724.

## Análisis

### Texto
Las lecturas establecidas para ese día eran de la epístola a los colosenses, una oración por los colosenses (Colosenses 1:9-14), y del evangelio según San Mateo, la historia de la ascensión de la hija de Jairo (Mateo 9:18-26).
La cantata está basada en el himno en 13 estrofas escrito por Michael Franck en 1652 sobre una melodía de Johann Crüger (1661), "una meditación sobre la fugacidad de la vida humana y de todos los bienes terrenales". Este aspecto es la única conexión con el evangelio. Un poeta desconocido mantuvo la primera y última estrofas como los movimientos 1 y 6 de la cantata. Estableció los movimientos internos como una secuencia de arias y recitativos alternantes a partir de las estrofas interiores. John Eliot Gardiner señala que "varias de las últimas cantatas de Bach de la temporada de la Trinidad" se concentran en "la brevedad de la vida humana y la futilidad de las esperanzas terrenales".

### Instrumentación
La obra está escrita para cuatro solistas vocales (soprano, alto, tenor y bajo) y un coro a cuatro voces; trompa doblando a la soprano en el coral, flauto traverso, tres oboes, dos violines, viola y bajo continuo.

### Estructura
Consta de seis movimientos.
1. Coral: Ach wie flüchtig, ach wie nichtig
2. Aria (tenor): So schnell ein rauschend Wasser schießt
3. Recitativo (alto): Die Freude wird zur Traurigkeit
4. Aria (bajo): An irdische Schätze das Herze zu hängen
5. Recitativo (soprano): Die höchste Herrlichkeit und Pracht
6. Coral: Ach wie flüchtig, ach wie nichtig

El coro inicial es una fantasía coral. Los instrumentos tocan música concertante, sobre la cual la soprano canta el cantus firmus línea por línea. Las voces graves actúan como un "grupo autónomo", sobre todo en homofonía, y "declaman las líneas individuales de texto al unísono al final de cada pasaje coral, utilizando una fórmula melódica derivada del principio del himno". Bach ilustra la imaginería del texto, la "fugacidad e insustancialidad" con motivos como "acordes abruptos separados por pausas y... apresuradas figuraciones de escalas". Gardiner comenta: "Mucho antes de la primera declaración del himno de Franck (con las sopranos dobladas por el cornetto) Bach establece el símil de vida humana con una niebla creciente que pronto se dispersará. Escalas veloces, cruzándose y volviéndose a cruzar, uniéndose y dividiéndose, crean una atmósfera de vapor fantasmal." El musicólogo Julian Mincham compara la música instrumental con "bruma y niebla, imágenes que implican movimientos de viento y aire ", y escucha las voces graves como "evidenciando una sensación de poder primigenio y solidaridad".
En la primera aria, el texto "So schnell ein rauschend Wasser schieBt" (Tan rápido como un torrente de agua) es ilustrado por la flauta, el violín y la voz a través de música "fluida", "cada músico debía mantener funciones cambiantes – responder, imitar, hacer eco o doblarse unos a otros – mientras contribuyen de diversas maneras al insistente avance del torrente que cae". En la última aria un "insólito trío de oboe" acompaña a la soprano en "An irdische Schätze das Herze zu hängen".
Gardiner indica: "Escribe su Totentanz (Danza de la muerte) para tres oboes y el continuo como soporte del bajo solista en una bourrée simulada", los oboes minando en "palpitante acompañamiento... esos placeres terrenales por los que los hombres se dejan seducir", después representando "mediante figuras irregulares... las lenguas de fuego que pronto los reducirán a cenizas, y finalmente en precipitadas escalas de semicorcheas de acordes de 6/4... las crecientes olas que acabarán con todas las cosas mundanas". Mincham ve una conexión de las escalas con las del movimiento 1, pero "ahora representan llamas de trueno, mares tempestuosos y la destrucción del mundo. Las escalas descendentes tocadas al unísono por los tres oboes tienen mucha fuerza. El cantante cuenta con varias imágenes destacadas, especialmente el largo melisma en la palabra "zerschmettert" (destrozar) y la extraña frase cromática descendente hacia el final, que sugiere un mundo de caos y locura." El coral final está escrito a cuatro voces.

## Discografía selecta
De esta pieza se han realizado una serie de grabaciones entre las que destacan las siguientes.
- 1961 – Les Grandes Cantates de J.S. Bach Vol. 10. Fritz Werner, Heinrich-Schütz-Chor Heilbronn, Pforzheim Chamber Orchestra, Claudia Hellmann, Helmut Krebs, Erich Wenk (Erato)
- 1966 – Bach Cantatas Vol. 5: Sundays after Trinity II. Karl Richter, Münchener Bach-Chor, Münchener Bach-Orchester, Ursula Buckel, Hertha Töpper, Ernst Haefliger, Theo Adam (Archiv Produktion)
- 1968 – Bach Cantatas Vol. 5: Sundays after Trinity II. Diethard Hellmann, Bachchor und Bachorchester Mainz, Herrat Eicker, Marie-Luise Gilles, Alexander Young, Siegmund Nimsgern (DdM Mitterteich)
- 1973 – J.S. Bach: Das Kantatenwerk Vol. 2. Nikolaus Harnoncourt, Wiener Sängerknaben, Chorus Viennensis, Concentus Musicus Wien, solista del Wiener Sängerknaben, Paul Esswood, Kurt Equiluz, Siegmund Nimsgern (Teldec)
- 1977 – Bach Made in Germany Vol. 4: Cantatas V. Hans-Joachim Rotzsch, Thomanerchor, Gewandhausorchester, Regina Werner, Rosemarie Lang, Peter Schreier, Hermann Christian Polster (Eterna)
- 1978 – J.S. Bach: Kantaten BWV 80, 26, 116. Karl Richter, Münchener Bach-Chor, Münchener Bach-Orchester, Edith Mathis, Trudeliese Schmidt, Peter Schreier, Dietrich Fischer-Dieskau (Archiv Produktion)
- 1980 – Die Bach Kantate Vol. 59. Helmuth Rilling, Gächinger Kantorei, Bach-Collegium Stuttgart, Arleen Augér, Doris Soffel, Adalbert Kraus, Philippe Huttenlocher (Hänssler)
- 1999 – Bach Edition Vol. 11: Cantatas Vol. 5. Pieter Jan Leusink, Holland Boys Choir, Netherlands Bach Collegium, Ruth Holton, Sytse Buwalda, Nico van der Meel, Bas Ramselaar (Brilliant Classics)
- 2000 – Bach Cantatas Vol. 19. John Eliot Gardiner, Monteverdi Choir, English Baroque Soloists, Joanne Lunn, William Towers, Paul Agnew, Peter Harvey (Soli Deo Gloria)
- 2000 – J.S. Bach: Complete Cantatas Vol. 14. Ton Koopman, Amsterdam Baroque Orchestra & Choir, Lisa Larsson, Annette Markert, Christoph Prégardien, Klaus Mertens (Antoine Marchand)
- 2004 – J.S. Bach: Cantatas Vol. 28. Masaaki Suzuki, Bach Collegium Japan, Yukari Nonoshita, Robin Blaze, Makoto Sakurada, Peter Kooy (BIS)